# Joséphine Guillon
Pour les articles homonymes, voir Guillon.
Joséphine Guillon, née le 25 octobre 1819 à Lyon et morte le 1er février 1913 dans « sa » maison de retraite à Miribel, est une « bienfaitrice » de Miribel où se trouve l'institution qui porte son nom.

## Biographie

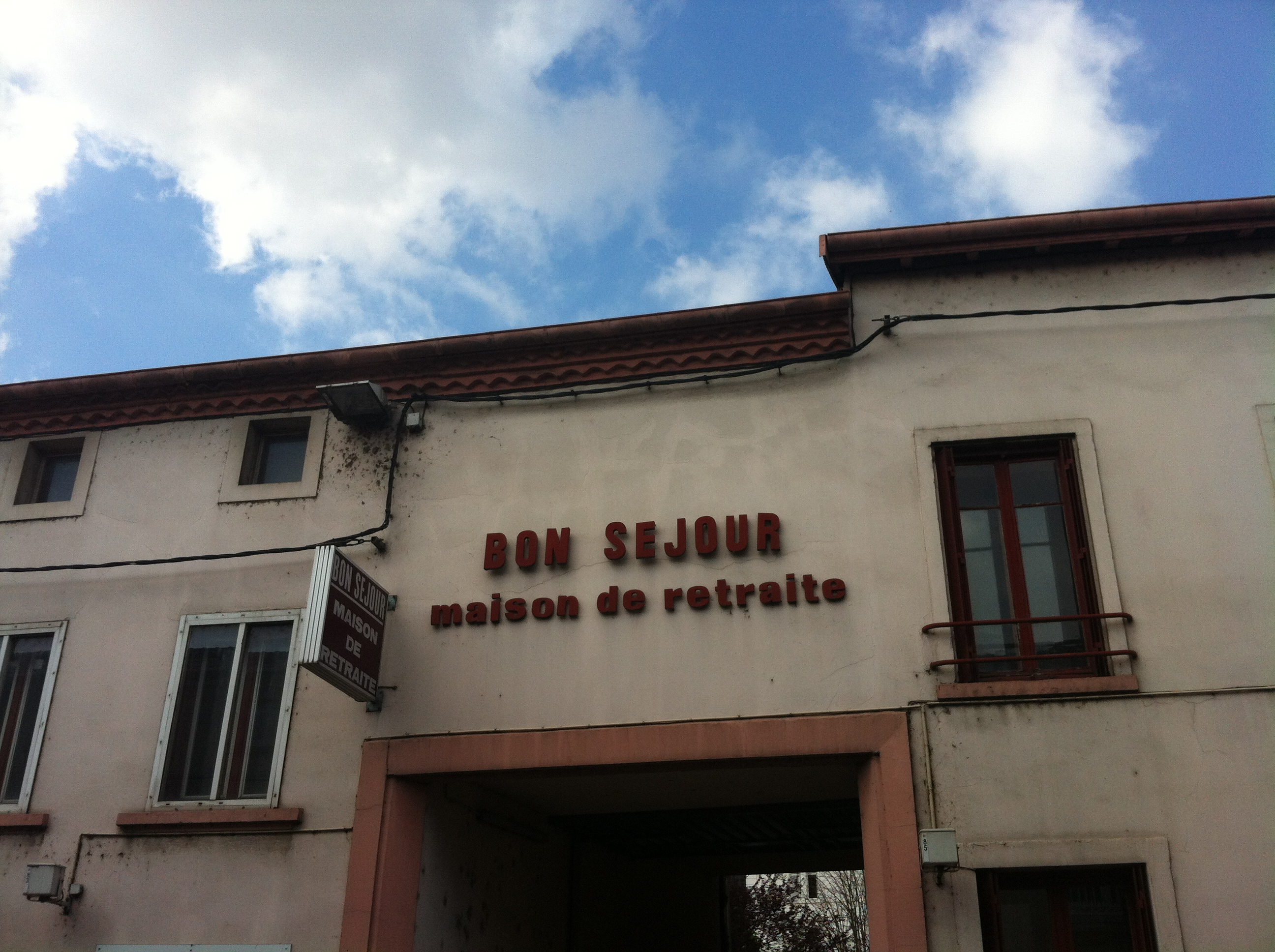
Accès, côté Grande rue, à la maison de retraite Bon Séjour.

Son père, médecin, s'installe en 1821 à Miribel, deux ans après sa naissance. Après la mort de son père (en 1853), elle s'investit particulièrement dans l'aide aux déshérités. Sa mère s'oppose alors à sa volonté de création d'un orphelinat à Miribel ; ce n'est qu'à la mort de celle-ci, en 1875, que Joséphine Guillon créé une institution caritative à Miribel, un hospice.
En 1894, débute la construction de la maison de retraite « Bon séjour ». Celle-ci est inaugurée le 2 août 1896 par l'évêque de Belley, Monseigneur Luçon. C'est dans cette maison que décède Joséphine Guillon, le 1er février 1913.

## Hommages

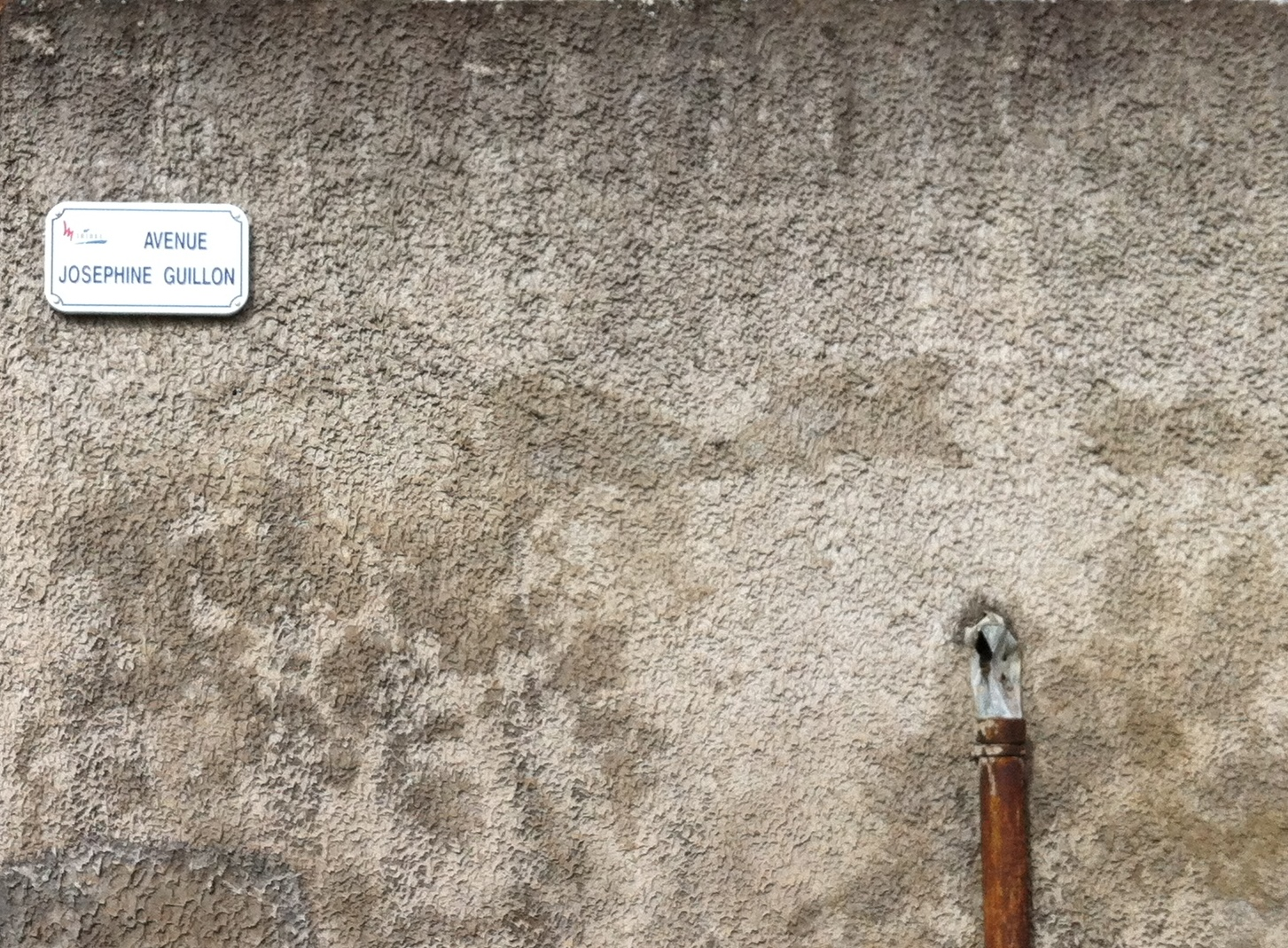
Panneau de l'avenue Joséphine-Guillon à Miribel.

Il y a une avenue Joséphine-Guillon à Miribel ; de plus l'institution dont le principal établissement est la maison de retraite « Bon Séjour », porte son nom.
En mai 2013, débute des travaux de réalisation d'un trompe-l'œil de 90 m2 (45° 49′ 25″ N, 4° 57′ 06″ E) donnant sur la place Henri-Grobon ; il représente quatre personnalités liées à Miribel : Henri Deschamps, Jean Moulin, Joséphine Guillon et Henri Grobon.